# Baker City
Baker City är administrativ huvudort i Baker County i Oregon. Orten har fått sitt namn efter politikern Edward Dickinson Baker som stupade i amerikanska inbördeskriget. Enligt 2010 års folkräkning hade Baker City 9 828 invånare.